# تفشي حمى الضنك في بنغلاديش 2019
تفشي حمى الضنك في بنغلاديش هي حالة من تفشي مرض حمى الضنك في جميع أنحاء بنغلاديش. بدأ التفشي في المقام الأول في شهر أبريل 2019 وما زالت مستمرة. وفقًا للمديرية العامة للخدمات الصحية البنغلاديشية مات جراء التفشي 14 شخصًا وأصيب 191.313 شخصًا حتى 1 أغسطس 2019 غالبيتهم من الأطفال، على الرغم من أن هناك مصادر أخرى نشرت أن عدد القتلى وصل بالفعل 50 شخص. في 1 أغسطس 2019 أكدت المديرية العامة للخدمات الصحية أن تفشي المرض أثر على جميع مناطق البلاد. بالإضافة إلى ذلك أبلغ عن 1.712 مريض مصاب حديثًا خلال الـ 24 ساعة الماضية من يوم 1 أغسطس، وهو أيضًا أكبر عدد من المصابين يتم تسجيلهم في يوم واحد. وفقا لمصدر رسمي هناك ما يقرب من 71 شخصًا يصابون بحمى الضنك كل ساعة. العاصمة دكا هي المدينة الأكثر تضرراً في البلاد والمقاطعات في مقاطعة دكا هي من بين أكثر المناطق تضرراً. خشي الخبراء أن يتدهور الوضع حيث أن الكثير من السكان سافروا من المدن الكبرى البنغلاديشية إلى المناطق الريفية للاحتفال بأعياد عيد الأضحى في أغسطس. يتوقع معهد علم الأوبئة ومكافحة الأمراض والأبحاث أن يستمر تفشي المرض حتى سبتمبر 2019.
حذرت وحدة السيطرة على الأمراض المعدية في المديرية العامة للخدمات الصحية من تفشي المرض في مارس 2019. في يناير أجرت الوحدة دراسة استقصائية في مدينة دكا حيث عثروا على كل من يرقات البعوض والبعوض الزاعجة البالغة في أجزاء مختلفة من المدينة. بناءً على نتائج الدراسة الاستقصائية قاموا بتنبيه كلاً من شركات المدينة حول إمكانية تفشي المرض في الأشهر القادمة. كما قال مدير مركز السيطرة على الأمراض الدكتور سانيا تاهمينا، بدأوا في تدريب الأطباء والممرضات في فبراير للنظر في احتمال اندلاع المرض في المستقبل.
في شهر أغسطس 2019 سحبت حكومات بنغلاديش جميع التعريفات الجمركية على واردات مجموعات اختبار حمى الضنك.

## التاريخ
لوحظت مرض حمى الضنك للمرة الأولى في بنغلاديش في عام 2000، ونشرت التقارير أن هناك 93 حالة وفاة في ذلك العام. بعد 3 سنوات انخفضت الوفيات تدريجيًا إلى الصفر تقريبا. ومع ذلك ضرب المرض مرة أخرى البلاد في عام 2018، مما أسفر عن وفاة 26 شخصًا وإصابة 10.148 شخصًا. كانت أعلى نسبة سابقة للمتضررين قبل عام 2018 هي 6.232 حالة في عام 2002.